# Coutras
Coutras (prononcer [kutʁa]) est une commune du Sud-Ouest de la France, située dans le département de la Gironde en région Nouvelle-Aquitaine. 
Ses habitants sont appelés les Coutrassiens ou Coutrillons.
Dès les premières traces de civilisation sur le canton, Coutras occupe une position géographique stratégique, au carrefour des routes d’Angoulême ou Périgueux et Bordeaux.
Au cœur du pays du Libournais, dans une région de collines viticoles, la ville s'est développée au confluent de l'Isle et de la Dronne.
La ville fut le lieu d'une bataille entre les protestants d’Henri de Navarre et les catholiques d’Anne de Joyeuse, le 20 octobre 1587.
Aujourd’hui, Coutras est une ville qui compte plus de 8 700 habitants. Elle est ainsi la deuxième commune de la communauté d'agglomération du Libournais.

## Géographie

### Localisation

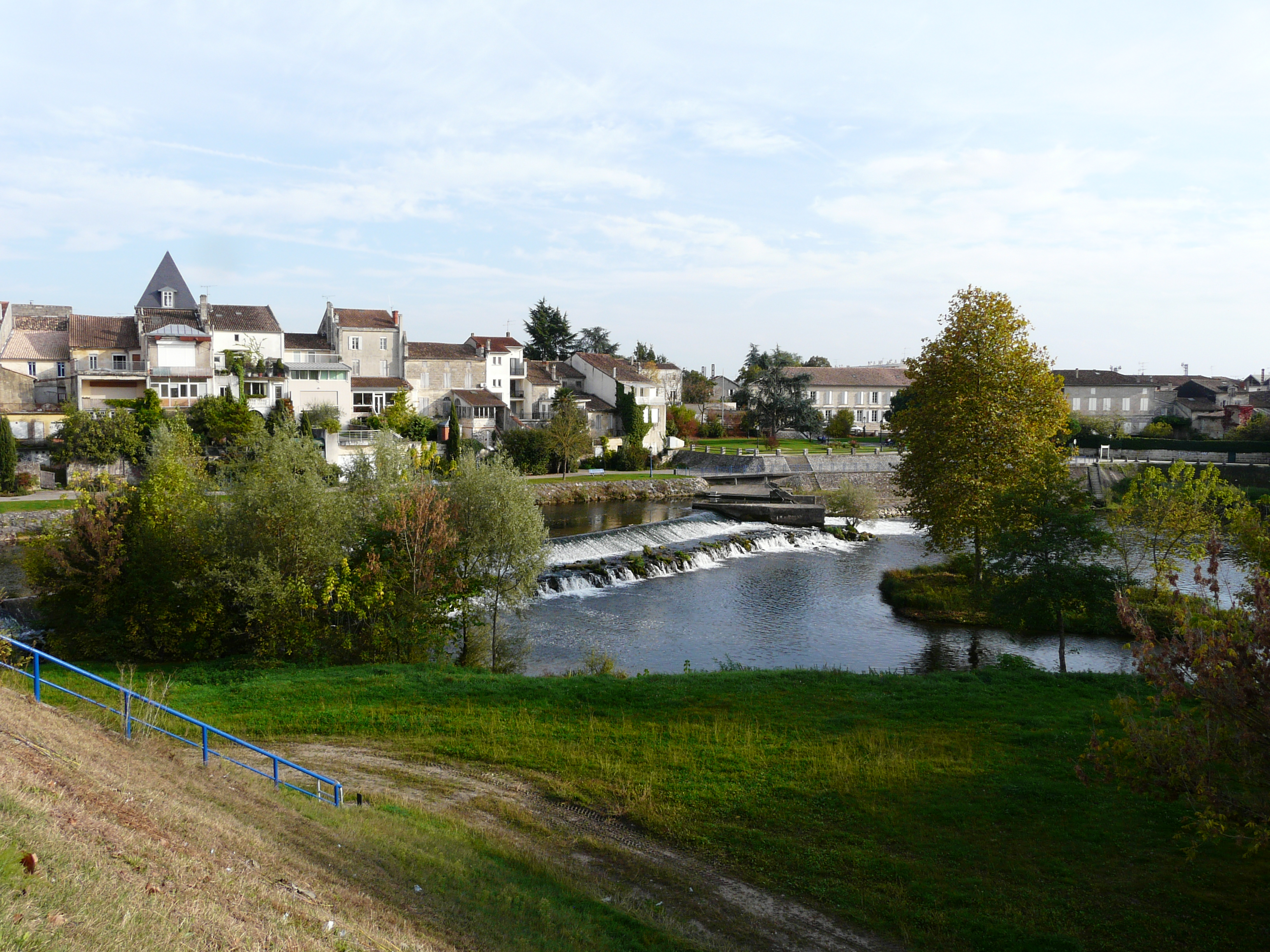
La Dronne à Coutras.

Commune située au confluent de l'Isle et de la Dronne en Pays Gabay. Accès par l'autoroute A89 sortie  11 Coutras et par la route nationale 674, ainsi que par la SNCF en gare de Coutras.
La gare SNCF de Coutras est située sur les lignes TER Bordeaux-Coutras, Bordeaux-Angoulême, Bordeaux-Périgueux, Bordeaux-Limoges ainsi que sur la ligne Intercités Bordeaux-Ussel (ex Bordeaux-Lyon puis Bordeaux-Clermont-Ferrand jusqu'à la fermeture du tronçon Laqueuille-Ussel).
Le climat est typique de la Gironde avec, en moyenne, 750 mm de précipitations annuelles.

### Communes limitrophes
Coutras est limitrophe de neuf autres communes.
| Lagorce | Les Peintures                     | Le Fieu          |
| Guîtres | Coutras                           | Porchères        |
| Sablons | Abzac — Saint-Médard-de-Guizières | Camps-sur-l'Isle |

### Climat
Le climat qui caractérise la commune est qualifié, en 2010, de « climat océanique altéré », selon la typologie des climats de la France qui compte alors huit grands types de climats en métropole. En 2020, la commune ressort du même type de climat dans la classification établie par Météo-France, qui ne compte désormais, en première approche, que cinq grands types de climats en métropole. Il s’agit d’une zone de transition entre le climat océanique, le climat de montagne et le climat semi-continental. Les écarts de température entre hiver et été augmentent avec l'éloignement de la mer. La pluviométrie est plus faible qu'en bord de mer, sauf aux abords des reliefs.
Les paramètres climatiques qui ont permis d’établir la typologie de 2010 comportent six variables pour les températures et huit pour les précipitations, dont les valeurs correspondent à la normale 1971-2000. Les sept principales variables caractérisant la commune sont présentées dans l'encadré ci-après.
| Paramètres climatiques communaux sur la période 1971-2000 - Moyenne annuelle de température : 12,9 °C - Nombre de jours avec une température inférieure à −5 °C : 2,2 j - Nombre de jours avec une température supérieure à 30 °C : 7,3 j - Amplitude thermique annuelle : 14,9 °C - Cumuls annuels de précipitation : 853 mm - Nombre de jours de précipitation en janvier : 11,7 j - Nombre de jours de précipitation en juillet : 6,7 j |

Avec le changement climatique, ces variables ont évolué. Une étude réalisée en 2014 par la Direction générale de l'Énergie et du Climat complétée par des études régionales prévoit en effet que la  température moyenne devrait croître et la pluviométrie moyenne baisser, avec toutefois de fortes variations régionales. La station météorologique de Météo-France installée sur la commune et mise en service en 1966 permet de connaître l'évolution des indicateurs météorologiques. Le tableau détaillé pour la période 1981-2010 est présenté ci-après.
| Mois                                  | jan.             | fév.            | mars             | avril         | mai           | juin           | jui.          | août           | sep.           | oct.            | nov.          | déc.            | année      |
| ------------------------------------- | ---------------- | --------------- | ---------------- | ------------- | ------------- | -------------- | ------------- | -------------- | -------------- | --------------- | ------------- | --------------- | ---------- |
| Température minimale moyenne (°C)     | 2,5              | 2,3             | 4,2              | 6,5           | 10,1          | 13,2           | 14,9          | 14,6           | 11,6           | 9,2             | 5,2           | 3               | 8,1        |
| Température moyenne (°C)              | 6,1              | 7               | 9,7              | 12,2          | 16            | 19,2           | 21,3          | 21,2           | 18             | 14,3            | 9,3           | 6,5             | 13,4       |
| Température maximale moyenne (°C)     | 9,7              | 11,7            | 15,2             | 18            | 21,9          | 25,3           | 27,7          | 27,7           | 24,3           | 19,4            | 13,4          | 10,1            | 18,7       |
| Record de froid (°C) date du record   | −18,4 16.01.1985 | −13 09.02.12    | −11,4 07.03.1971 | −4 04.04.1996 | −1 11.05.1966 | 2,3 02.06.1975 | 5 11.07.1990  | 4,5 30.08.1986 | 0,8 21.09.1977 | −5,7 30.10.1997 | −9 18.11.07   | −10 17.12.01    | −18,4 1985 |
| Record de chaleur (°C) date du record | 19 05.01.1999    | 23,5 15.02.1998 | 28 20.03.05      | 32 30.04.05   | 35 30.05.01   | 40,1 27.06.11  | 39,2 19.07.16 | 41,4 04.08.03  | 37 03.09.05    | 31,4 02.10.11   | 25,5 08.11.15 | 20,5 14.12.1989 | 41,4 2003  |
| Précipitations (mm)                   | 78               | 61,5            | 60,6             | 74,5          | 73,9          | 52,9           | 57,5          | 53,3           | 64,3           | 77,9            | 90,1          | 91,5            | 836        |

## Urbanisme

### Typologie
Au 1er janvier 2024, Coutras est catégorisée petite ville, selon la nouvelle grille communale de densité à sept niveaux définie par l'Insee en 2022.
Elle appartient à l'unité urbaine de Coutras, une agglomération intra-départementale regroupant trois  communes, dont elle est ville-centre,,. Par ailleurs la commune fait partie de l'aire d'attraction de Libourne, dont elle est une commune de la couronne,. Cette aire, qui regroupe 24 communes, est catégorisée dans les aires de 50 000 à moins de 200 000 habitants,.

### Occupation des sols

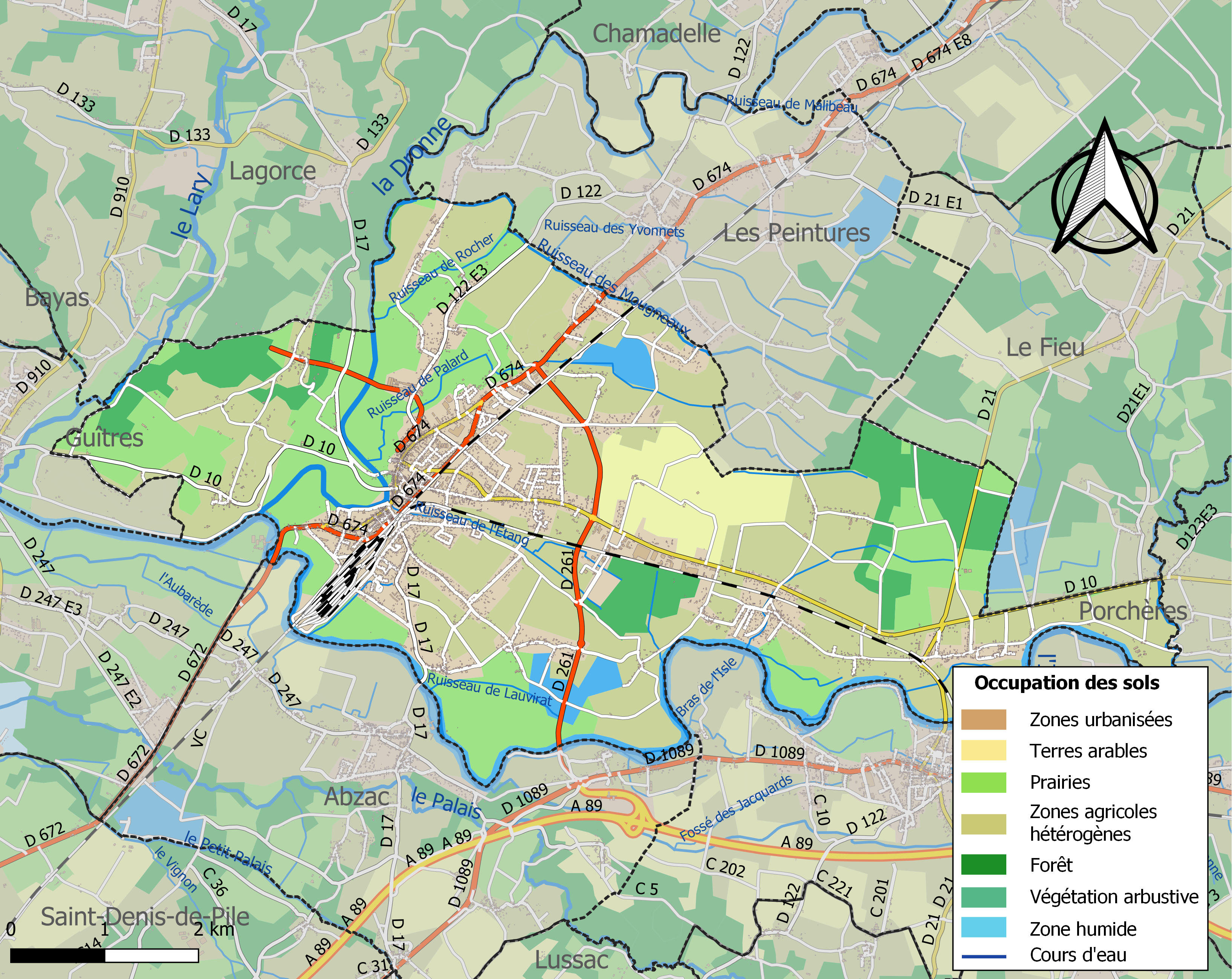
Carte des infrastructures et de l'occupation des sols de la commune en 2018 (CLC).

L'occupation des sols de la commune, telle qu'elle ressort de la base de données européenne d’occupation biophysique des sols Corine Land Cover (CLC), est marquée par l'importance des territoires agricoles (65 % en 2018), en diminution par rapport à 1990 (73,7 %). La répartition détaillée en 2018 est la suivante : 
zones agricoles hétérogènes (38 %), prairies (21,8 %), zones urbanisées (19,4 %), forêts (8,6 %), eaux continentales (5,8 %), terres arables (5,2 %), zones industrielles ou commerciales et réseaux de communication (1,2 %). L'évolution de l’occupation des sols de la commune et de ses infrastructures peut être observée sur les différentes représentations cartographiques du territoire : la carte de Cassini (XVIIIe siècle), la carte d'état-major (1820-1866) et les cartes ou photos aériennes de l'IGN pour la période actuelle (1950 à aujourd'hui).

### Risques majeurs
Le territoire de la commune de Coutras est vulnérable à différents aléas naturels : météorologiques (tempête, orage, neige, grand froid, canicule ou sécheresse), inondations, mouvements de terrains et séisme (sismicité faible). Il est également exposé à un risque technologique, la rupture d'un barrage. Un site publié par le BRGM permet d'évaluer simplement et rapidement les risques d'un bien localisé soit par son adresse soit par le numéro de sa parcelle.

#### Risques naturels
Certaines parties du territoire communal sont susceptibles d’être affectées par le risque d’inondation par débordement de cours d'eau, notamment l'Isle, le ruisseau de Courbarieu, la Dronne et le Lary. La commune a été reconnue en état de catastrophe naturelle au titre des dommages causés par les inondations et coulées de boue survenues en 1982, 1983, 1989, 1993, 1999, 2009, 2013 et 2021,.
Les mouvements de terrains susceptibles de se produire sur la commune sont des tassements différentiels.

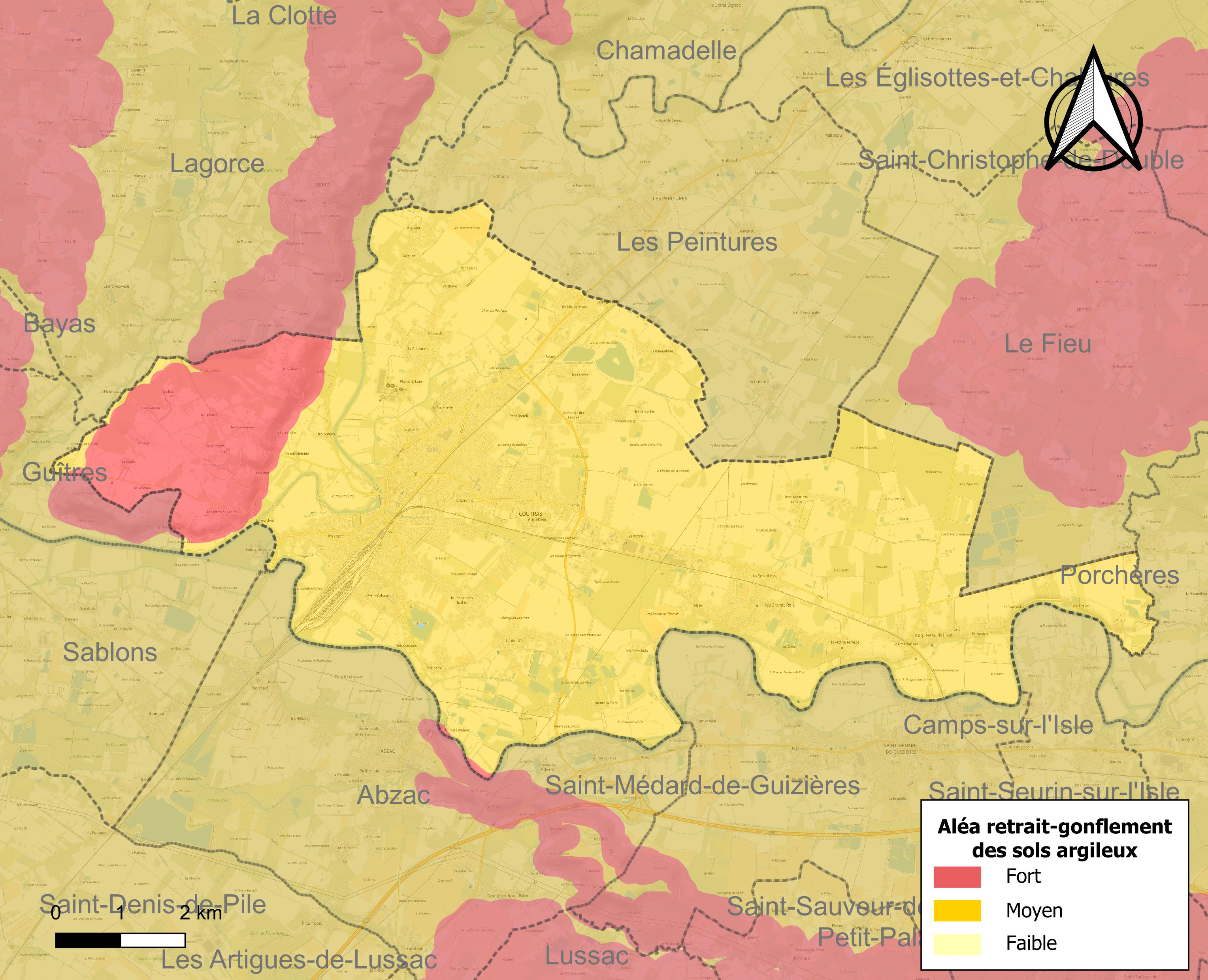
Carte des zones d'aléa retrait-gonflement des sols argileux de Coutras.

Le retrait-gonflement des sols argileux est susceptible d'engendrer des dommages importants aux bâtiments en cas d’alternance de périodes de sécheresse et de pluie. La totalité de la commune est en aléa moyen ou fort (67,4 % au niveau départemental et 48,5 % au niveau national). Sur les 3 539 bâtiments dénombrés sur la commune en 2019, 3 539 sont en aléa moyen ou fort, soit 100 %, à comparer aux 84 % au niveau départemental et 54 % au niveau national. Une cartographie de l'exposition du territoire national au retrait gonflement des sols argileux est disponible sur le site du BRGM,.
Par ailleurs, afin de mieux appréhender le risque d’affaissement de terrain, l'inventaire national des cavités souterraines permet de localiser celles situées sur la commune.
Concernant les mouvements de terrains, la commune a été reconnue en état de catastrophe naturelle au titre des dommages causés par la sécheresse en 1989, 2003, 2005, 2011 et 2012, par des mouvements de terrain en 1999 et par des glissements de terrain en 1998.

#### Risques technologiques
La commune est en outre située en aval du  barrage de Bort-les-Orgues, un ouvrage sur la Dordogne de classe A soumis à PPI, disposant d'une retenue de 477 millions de mètres cubes. À ce titre elle est susceptible d’être touchée par l’onde de submersion consécutive à la rupture de cet ouvrage.

## Toponymie
Les formes antiques sont  Corterate et Corteratis (IVe siècle). Le toponyme s'analyse comme une formation *Corte-rate basée sur le gaulois rate, « forteresse ». Le premier terme est vraisemblablement le latin vulgaire cortem, « ferme, domaine » (que l'on retrouve dans Corte), ce qui en fait une formation pléonastique, de sens général de « lieu fortifié ». Bénédicte Boyrie-Fénié est en accord avec ses prédécesseurs et précise que le nom actuel prolonge l'ablatif Corteratis qui explique le -s final.
Le même auteur cite des formes du XIVe siècle : Cortrac, Corterac ; ce sont probablement des hypercorrections (extensions d'une règle au-delà de son champ d'application), intéressantes par ce qu'elles indiquent sur les usages graphiques de l'époque, la forme orale ayant été mal interprétée. Cette forme orale de l'époque est difficile à reconstituer, puisqu'elle peut être *Cort(e)rat ou bien *Cort(e)rats, la deuxième hypothèse étant plus en accord avec la forme écrite moderne. Dans le premier cas, a pu jouer l'analogie avec des noms en -ac, comme Fronsac, prononcé peut-être déjà Fronsat ; dans le second, le s, qu'il s'explique par l'héritage de l'ablatif latin ou par un pluriel, a pu être compris à l'image des nombreux noms en  -ac devenus -ats (adaptation phonétique normale -cs > -ts), en étant utilisés comme collectifs : le nom de la paroisse accompagné de s désigne d'abord les habitants, puis il est pris pour son nom véritable.

## Histoire
De multiples découvertes de silex, taillés ou polis, témoignent d'une implantation humaine préhistorique sur tout le territoire cantonal. Coutras, au confluent des rivières, doit aussi son développement à sa position stratégique au carrefour de chemins ancestraux : les routes d'Angoulême et de Périgueux à Bordeaux.
Peutinger fait figurer Corterate dans sa table du IIe siècle, rattachée par une voie romaine secondaire à Brossac qui conserve, encore de nos jours, quelques traces des constructions gallo-romaines d'un serae (relais à chevaux).

Coutras viendrait du gaulois Corterat qui signifie « petite forteresse » (Corte = petite, courte et Rate = forteresse). Son nom latin était Corteratis.
Les premiers seigneurs de Coutras s'établirent sur la Motte-de-Mont, dominant le confluent des rivières et contrôlant les passages à gué du réseau routier. La seigneurie dépendait de la vicomté de Fronsac, créée en 769 par Charlemagne et intégrée au comté d'Angoulême avant d'être rattachée à celui du Périgord au IXe siècle. Le plus ancien seigneur connu est Étienne de Mont, qui donna par une charte l'église de Coutras à l'abbaye de Guîtres au début du XIe siècle.
En 1555, le comté de Fronsac devint un marquisat et la seigneurie de Coutras, où siégeait un sénéchal, fut élevée au rang de comté qui, pendant les guerres de Religion, formait un important centre de protestantisme.
Le 20 octobre 1587, Coutras fut le lieu d'une bataille entre les protestants d'Henri de Navarre (futur Henri IV, dont Antoine de Chandieu fut le maître de camp) et les Catholiques d'Anne de Joyeuse. Le duc de Joyeuse fut battu et tué d'un coup de pistolet. Deux mille catholiques périrent également, dont le jeune frère d'Anne, Claude de Joyeuse, seigneur de Saint-Sauveur.
Un château médiéval, démoli par Odet de Foix (1485-1528), alors vicomte de Fronsac, aurait précédé celui Renaissance que le Maréchal Duc de Richelieu démantèle en 1737. À cette époque, la seigneurie comprenait les paroisses d'Abzac, Chamadelle, Coutras, le Chalaure, Le Fieu, Les Églisottes, Les Peintures, Porchères, Saint-Antoine, Saint-Christophe-de-Double, Bayas, et Lagorce.
Le 30 juillet 1650, le roi Louis XIV et la cour de France couchent dans la ville.
À la Révolution, la nouvelle organisation territoriale désigne Coutras comme chef-lieu d'un canton regroupant les paroisses de la seigneurie, sauf Bayas et Lagorce, accru des trois paroisses au sud de l'Isle.
En 1988, la COGEMA étudie l'exploitation d'un gisement potentiel de 20 000 tonnes d'uranium,, soit 0,5 % du total mondial, mais le site s'avère à l'époque non rentable.

## Héraldique
| Armes | Les armes de Coutras se blasonnent ainsi : De gueules au puits Henri IV d'argent. - Le puits rappelle le lien privilégié de la ville avec le roi qui y défit les troupes royales. |

## Devise
Nodos virtute resolvo

## Politique et administration

### Liste des maires
La liste incomplète des maires de la ville est la suivante :
| Période                                  | Période               | Identité                                | Étiquette    | Qualité                                                    |
| ---------------------------------------- | --------------------- | --------------------------------------- | ------------ | ---------------------------------------------------------- |
| 1832                                     | 1845                  | Pierre Lalanne                          |              | Médecin, conseiller d'arrondissement                       |
| (1870)                                   | (1874)                | Jean-Baptiste Lalanne                   |              |                                                            |
| 1877                                     | 1882                  | Ernest Lalanne (fils de Pierre Lalanne) | Républicain  | Médecin, conseiller général (1867-1880) Député (1876-1884) |
| (...)                                    | (...)                 |                                         |              |                                                            |
| 1919                                     | 1925                  | Louis-Emmanuel Berger                   |              | Médecin                                                    |
| 1925                                     | 1941 (révoqué)        | Justin Luquot                           | SFIO         | Député (1932-1942)                                         |
| 1941                                     | 1944                  | Clément Micheleau                       |              | Médecin                                                    |
| 1944                                     | décembre 1944 (décès) | Justin Luquot                           | SFIO         |                                                            |
| janvier 1945                             | mai 1945              | Wilfrid Ferret                          | SFIO         |                                                            |
| mai 1945                                 | 1953                  | Antoinette Luquot                       | SFIO         | épouse de Justin Luquot                                    |
| 1953                                     | 1977                  | Jean-Elien Jambon                       | SFIO puis PS | Conseiller général (1945-1994)                             |
| 1977                                     | 1983                  | Jean Duret                              |              |                                                            |
| mars 1983                                | 2008                  | Jean-Louis Boscq                        | DVD          | Assureur                                                   |
| mars 2008                                | avril 2014            | Marie-Claire Arnaud                     | PS           |                                                            |
| avril 2014                               | En cours              | Jérôme Cosnard                          | SE-DVD       | Chef d'entreprise                                          |
| Les données manquantes sont à compléter. |                       |                                         |              |                                                            |

## Population et société

### Démographie

#### Évolution démographique
L'évolution du nombre d'habitants est connue à travers les recensements de la population effectués dans la commune depuis 1793. Pour les communes de moins de 10 000 habitants, une enquête de recensement portant sur toute la population est réalisée tous les cinq ans, les populations de référence des années intermédiaires étant quant à elles estimées par interpolation ou extrapolation. Pour la commune, le premier recensement exhaustif entrant dans le cadre du nouveau dispositif a été réalisé en 2005.

En 2022, la commune comptait 8 695 habitants, en évolution de +1,39 % par rapport à 2016 (Gironde : +6,91 %, France hors Mayotte : +2,11 %).
| 1793  | 1800  | 1806  | 1821  | 1831  | 1836  | 1841  | 1846  | 1851  |
| ----- | ----- | ----- | ----- | ----- | ----- | ----- | ----- | ----- |
| 3 000 | 3 060 | 3 050 | 2 821 | 3 144 | 3 172 | 3 302 | 3 200 | 3 371 |

| 1856  | 1861  | 1866  | 1872  | 1876  | 1881  | 1886  | 1891  | 1896  |
| ----- | ----- | ----- | ----- | ----- | ----- | ----- | ----- | ----- |
| 3 532 | 3 883 | 3 789 | 3 685 | 3 944 | 4 008 | 5 092 | 4 231 | 3 903 |

| 1901  | 1906  | 1911  | 1921  | 1926  | 1931  | 1936  | 1946  | 1954  |
| ----- | ----- | ----- | ----- | ----- | ----- | ----- | ----- | ----- |
| 4 062 | 4 406 | 4 807 | 4 924 | 5 078 | 5 211 | 5 281 | 5 540 | 5 668 |

| 1962  | 1968  | 1975  | 1982  | 1990  | 1999  | 2005  | 2006  | 2010  |
| ----- | ----- | ----- | ----- | ----- | ----- | ----- | ----- | ----- |
| 5 948 | 5 830 | 6 040 | 6 351 | 6 689 | 7 003 | 7 441 | 7 584 | 8 045 |

| 2015  | 2020  | 2022  | - | - | - | - | - | - |
| ----- | ----- | ----- | - | - | - | - | - | - |
| 8 545 | 8 623 | 8 695 | - | - | - | - | - | - |

La population à Coutras est en perpétuelle augmentation du fait notamment de la proximité de l'agglomération bordelaise (trente minutes en train, une heure en voiture), beaucoup de rurbains y résident et font le trajet chaque jour (migrations pendulaires).

#### Pyramide des âges
La population de la commune est relativement âgée.
En 2018, le taux de personnes d'un âge inférieur à 30 ans s'élève à 30,2 %, soit en dessous de la moyenne départementale (35,9 %). À l'inverse, le taux de personnes d'âge supérieur à 60 ans est de 33,7 % la même année, alors qu'il est de 24,9 % au niveau départemental.
En 2018, la commune comptait 3 950 hommes pour 4 632 femmes, soit un taux de 53,97 % de femmes, légèrement supérieur au taux départemental (52,06 %).
Les pyramides des âges de la commune et du département s'établissent comme suit.
| Hommes | Classe d’âge | Femmes |
| ------ | ------------ | ------ |
| 1,1    | 90 ou +      | 3,0    |
| 9,0    | 75-89 ans    | 12,1   |
| 21,3   | 60-74 ans    | 20,6   |
| 21,5   | 45-59 ans    | 20,6   |
| 15,3   | 30-44 ans    | 14,9   |
| 15,0   | 15-29 ans    | 13,9   |
| 16,8   | 0-14 ans     | 14,9   |

| Hommes | Classe d’âge | Femmes |
| ------ | ------------ | ------ |
| 0,7    | 90 ou +      | 1,9    |
| 6,7    | 75-89 ans    | 8,9    |
| 15,7   | 60-74 ans    | 16,8   |
| 19,9   | 45-59 ans    | 19,3   |
| 19,9   | 30-44 ans    | 19,2   |
| 19,4   | 15-29 ans    | 18,1   |
| 17,7   | 0-14 ans     | 15,8   |

## Lieux et monuments
- Vestiges préhistoriques
- Restes de la villa gallo-romaine de Corterate et d'un camp militaire
- Puits Henri IV en mémoire du roi Henri IV, XVIIe siècle, classé monument historique en 1911[40]
- Église Saint-Jean-Baptiste de style gothique  reconstruite au XVe siècle avec abside romane du XIIe siècle et coupole sur la croisée, inscrite aux monuments historiques en 1925[41]

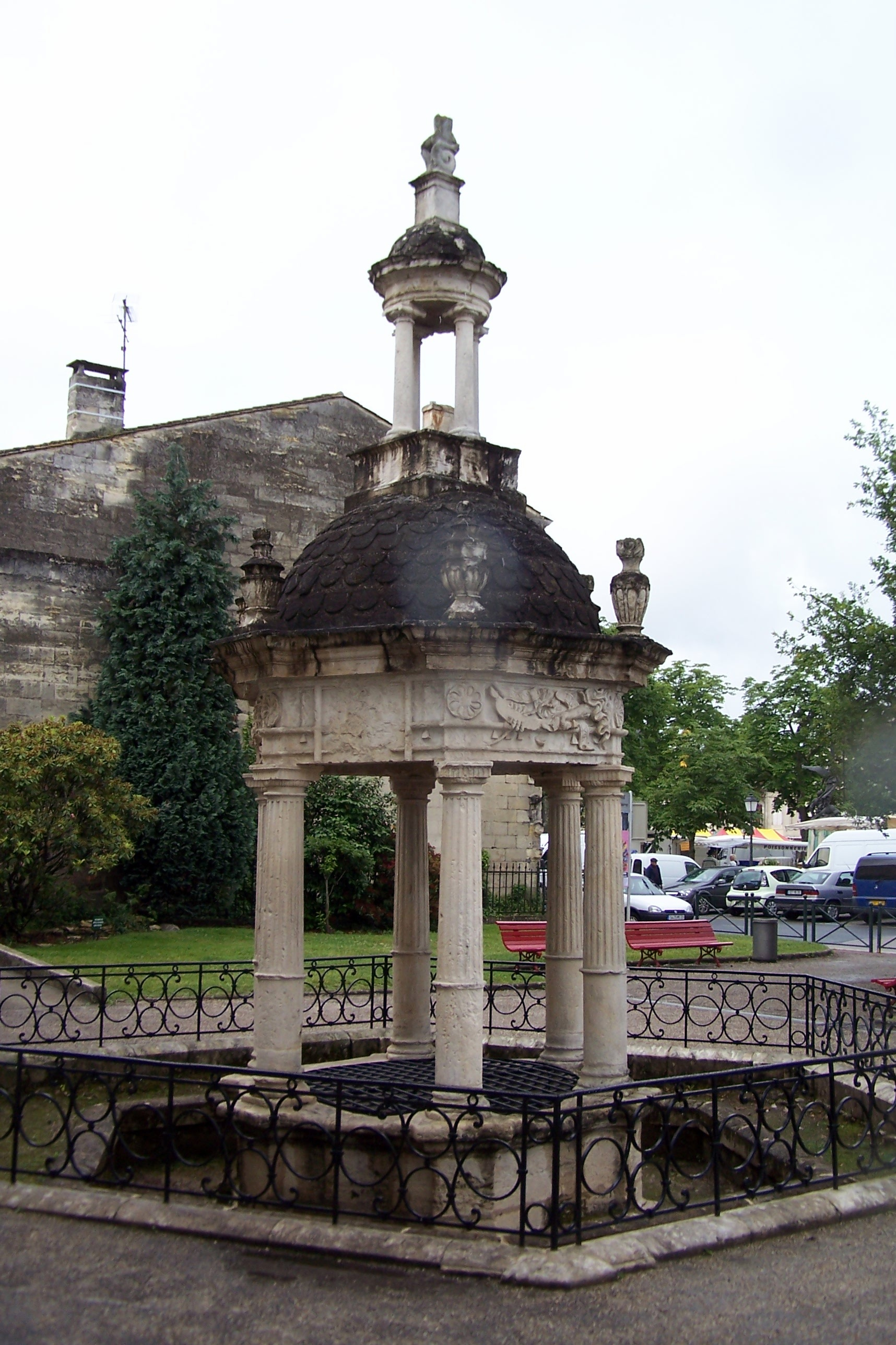
Le puits Henri IV.
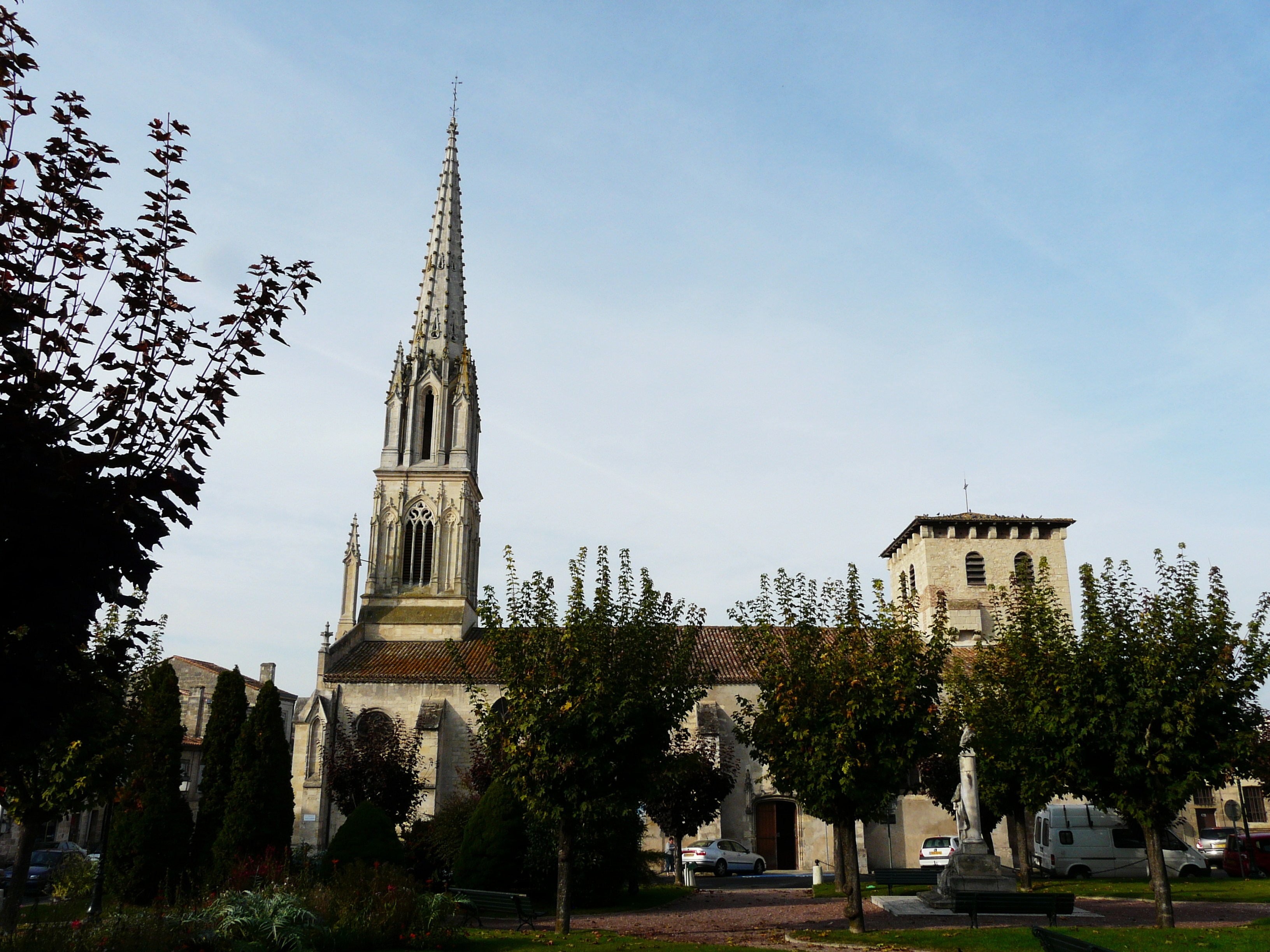
L'église Saint-Jean-Baptiste.
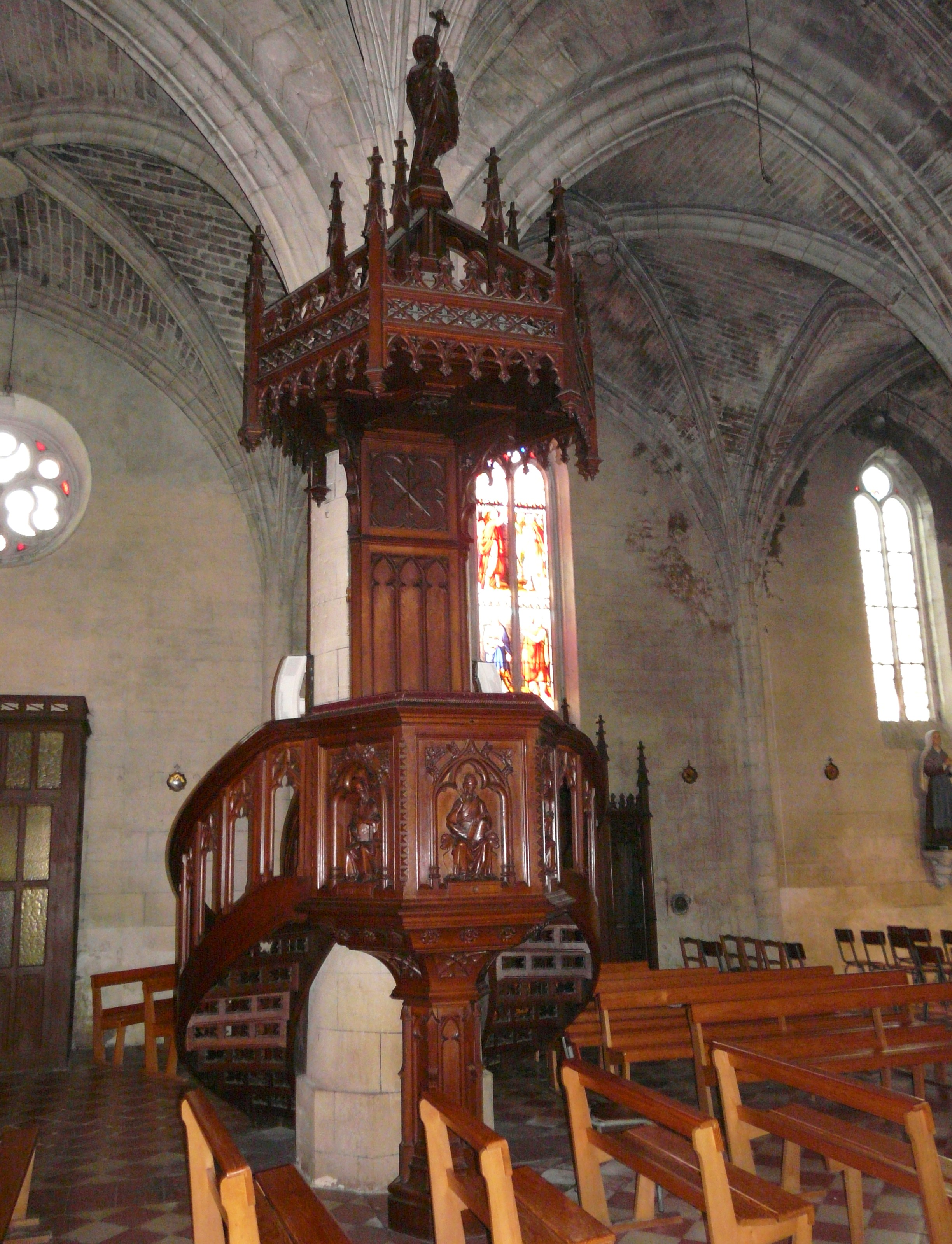
La chaire.
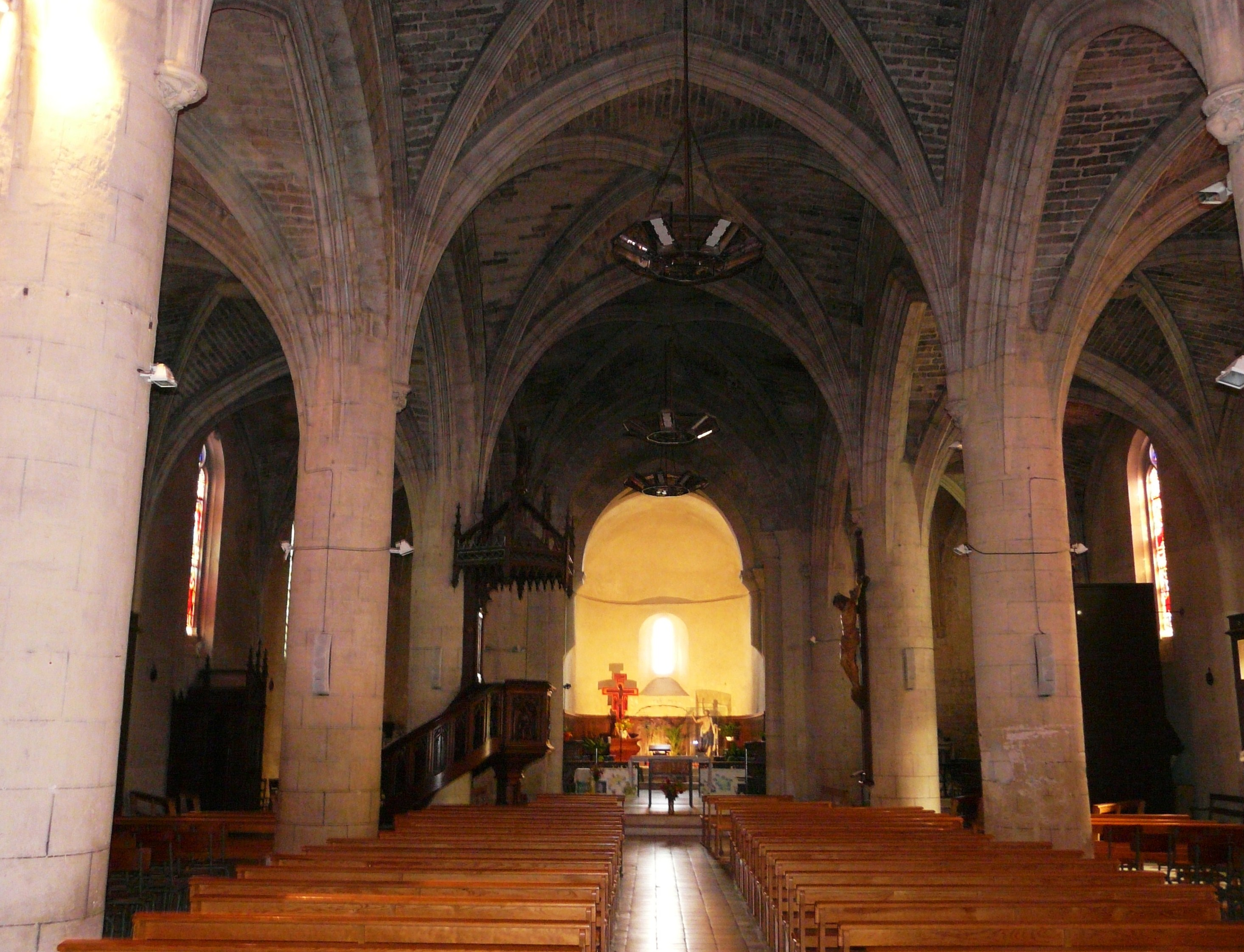
La nef.
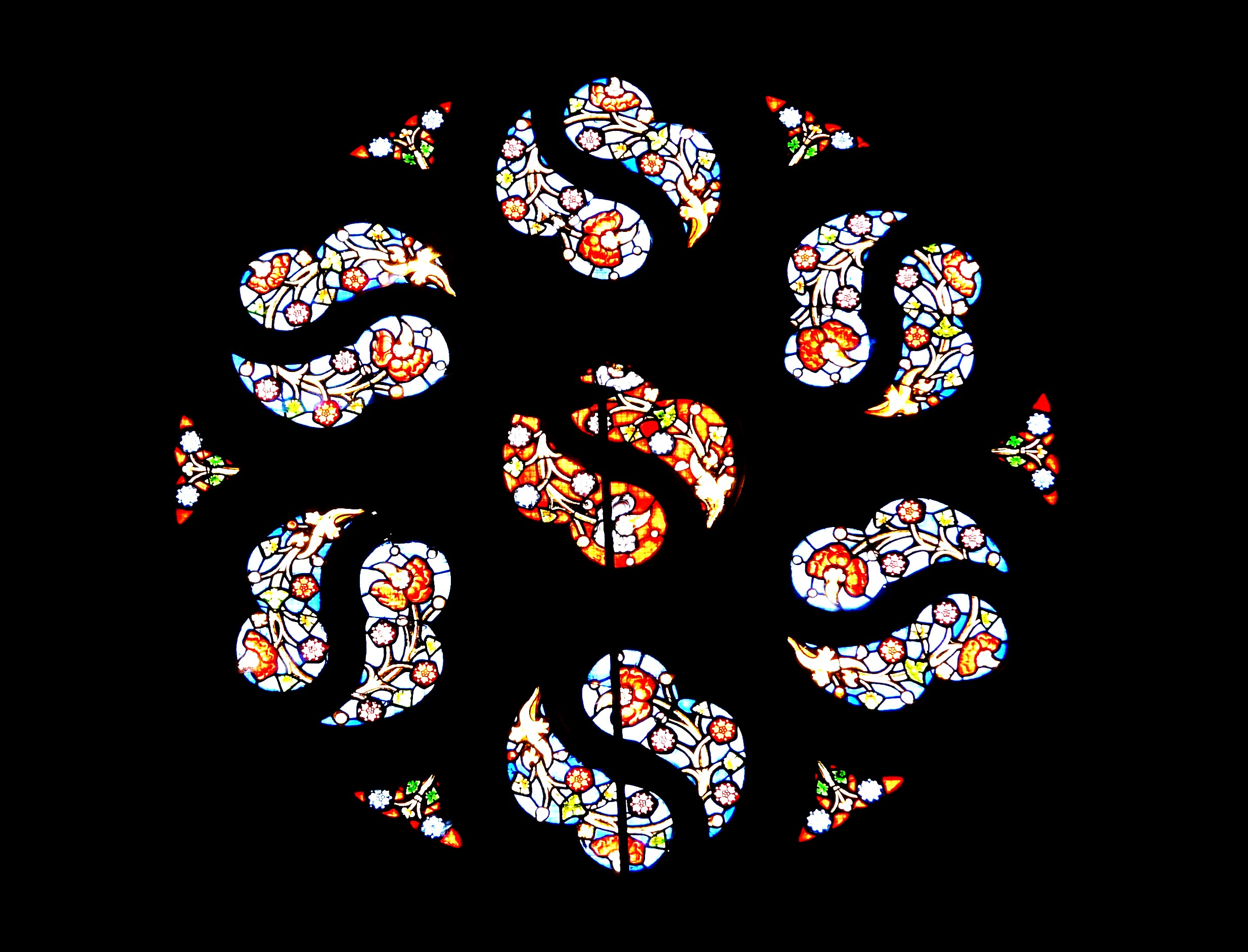
Le vitrail au-dessus du portail.

## Jumelages
La commune entretient des accords de coopération avec : 
- Blaenavon (Grande-Bretagne) depuis 1986 ;
- Dornstadt (Allemagne) depuis 1989.
- Gödöllő (Hongrie) depuis 2023
- Sagres (Portugal) depuis le 12 mars 2024

## Personnalités liées à la commune
- Alcide Ducos du Hauron (1830-1909), né à Coutras, magistrat, écrivain, poète, frère de Louis Ducos du Hauron, l'un des inventeurs de la photographie en couleurs.
- Jean-Baptiste Lalanne (1827–1884), né à Coutras, homme politique.
- Élie Leymarie de Laroche (1758-1794), prieur de Coutras, déporté sur les Deux-Associés (ponton amarré près de Rochefort). Béatifié.
- Charles Lowenski Fisson Jaubert d'Aubry de Puymorin (1832-1910), militaire né à Coutras
- Justin Luquot (1881–1944), homme politique, mort à Coutras.
- Pierre de Luze (1734-1800), homme politique né et mort à Coutras, député aux États généraux de 1789
- Pierre Troquereau (1914-1991), résistant français, Compagnon de la Libération, né et inhumé à Coutras.
- François Vidal (1812-1872), homme politique, député.